# 极速前进24
《极速前进24》（The Amazing Race 24），是CBS的流行真人競賽節目《极速前进》的第二十四季。本季繼續有十一對有各種既定關係的參賽隊伍，為最終大獎——一百萬美元進行環球旅行競賽。
本季賽事為全明星賽，參賽者來自過往不同季度，而節目于美國東岸時間2014年2月23日晚上八時在CBS上首播。
比赛最终由曾参加过第22季的父子Dave & Connor获得冠军。他们不仅成为了本节目开播以来第一支夺得冠军的亲子队，Dave也已58岁的年纪成为了年龄最大得冠军选手。

## 製作
本季是繼第十一季及第十八季後，第三次進行之全明星季度。也就是不同季度参加过的队伍再出現於本季作賽。本季賽事選手們來自第十八季至第二十三季，例如第二十季的Bopper & Mark及第二十三季的Leo & Jamal。另外，本季賽事的選手亦包括部分曾參與第十八季之全明星賽的選手，例如Flight Time & Big Easy及Margie & Luke。

## 比賽結果
因为可能要增删一些资料，此列表并不一定会完全反映所有播映版本的内容。下表列出的队员关系为节目拍摄时期的状态，关系描述为官方版本。下表列出了所有参赛队伍的比赛结果，以排名顺序列出。
| 隊伍                   | 關係         | 上次季度 名次：           | 分段比賽成績 | 分段比賽成績 | 分段比賽成績 | 分段比賽成績 | 分段比賽成績 | 分段比賽成績 | 分段比賽成績 | 分段比賽成績 | 分段比賽成績 | 分段比賽成績 | 分段比賽成績 | 分段比賽成績 | 路障完成情况              |
| 隊伍                   | 關係         | 上次季度 名次：           | 1            | 2            | 3            | 4            | 5            | 6            | 7            | 8            | 9            | 10           | 11           | 127          | 路障完成情况              |
| ---------------------- | ------------ | ------------------------- | ------------ | ------------ | ------------ | ------------ | ------------ | ------------ | ------------ | ------------ | ------------ | ------------ | ------------ | ------------ | ------------------------- |
| Dave & Connor          | 父子         | 第22季：8th               | 3rd2         | 4th          | 1st          | 2nd          | 1st          | 4th          | 3rd          | 4th⊂⊃        | 1st          | 1st          | 1st          | 1st          | Dave 5, Connor 8          |
| Caroline & Jennifer    | 鄉村歌手     | 第22季：4th               | 9th2         | 3rdə3        | 6th          | 4th          | 2nd          | 7th          | 2nd          | 5th          | 5th          | 4th⊃6        | 2nd          | 2nd          | Caroline 73, Jennifer 6   |
| Brendon & Rachel       | 新婚夫妇     | 第20季：3rd               | 2nd          | 1st          | 8th          | 8th          | 7th          | 5th          | 1st          | 1st⊃         | 4th          | 2nd          | 3rd          | 3rd          | Brendon 7, Rachel 6       |
| Leo & Jamal            | 表兄弟       | 第23季：4th               | 5th          | 7th          | 3rd          | 3rd          | 4th          | 1st          | 5th          | 3rd⊂         | 3rd          | 3rd⊃         | 4th          |              | Leo 5, Jamal 6            |
| Jet & Cord             | 牛仔兄弟     | 第18季：6th               | 1st          | 6th          | 2nd          | 1st          | 3rd          | 2nd          | 4th          | 2ndε5        | 2nd          | 5th⊂         |              |              | Jet 5, Cord 5             |
| Flight Time & Big Easy | 哈林籃球隊員 | 第18季：2nd               | 7th          | 5th          | 5th          | 6th          | 6th          | 6th          | 6th          | 6th          |              |              |              |              | Flight Time 5, Big Easy 3 |
| Jessica & John         | 订婚情侶     | 第22季：9th               | 8th2         | 8th          | 7th          | 5th          | 5th          | 3rd          | 7th          |              |              |              |              |              | Jessica 3, John 4         |
| Margie & Luke          | 母子         | 第18季：8th               | 4th2         | 2nd          | 4th          | 7th          | 8th4         |              |              |              |              |              |              |              | Margie 2，Luke 2          |
| Joey & Meghan          | 網絡紅人     | 第22季：5th               | 10th2        | 9th          | 9th          |              |              |              |              |              |              |              |              |              | Joey 2, Meghan 1          |
| Mallory & Mark1        | 肯塔基队     | 第18季：3rd & 第20季：5th | 6th          | 10th         |              |              |              |              |              |              |              |              |              |              | Mallory 1, Mark 1         |
| Natalie & Nadiya       | 雙胞胎姐妹   | 第21季：4th               | 11th         |              |              |              |              |              |              |              |              |              |              |              | Natalie 0，Nadiya 1       |

- 紅：該隊已被淘汰。
- 綠ƒ：該隊贏得「通行證」（Fast Forward）；而附有ƒ的賽程號碼表示雖然該賽段有通行證但並無隊伍選擇使用。
- 紫ε：該隊於賽段中使用「迅速通關卡」（Express Pass）。洋紅ə：該隊於賽段中使用，獲另一隊給予的第二張「迅速通關卡」。
- 下線藍：該隊最後抵達非淘汰提示站，他們須在下賽段接受「減速障礙」（Speed Bump）任務。
- 棕⊃或青⊃：該隊為兩隊中，使用「雙重迴轉」（Double U-turn）之其中一隊隊伍；⊂或⊂是被指定迴轉的队伍。

1. ^ 由于Bopper患上了胰腺炎退出比赛，所以由同样来自肯塔基的Mallory代替他出赛。
2. ^ 由于Margie & Luke和Joey & Meghan两队在第一赛段比赛期间因为摄制组问题而被拖慢。所以在第一賽段結束和第二賽段開始時有些隊伍的順位做一些變動。Dave & Connor和Margie & Luke分別在第一賽段結束為第3和第4位，但在第二賽段出發時,Margie & Luke以第3位出發而Dave & Connor以第4位出發。相同地，Jessica & John,Caroline & Jennifer和Joey & Meghan分別在第一賽段以第8,第9和第10位結束，但在第二賽段出發時,Joey & Meghan以第8位出發，Jessica & John在第9位出發，而Caroline & Jennifer以第10位出發。
3. ^ Caroline & Jennifer获得了Jet & Cord给的第二张迅速通关卡，虽然在路障任务里用掉了，但由于路障是由Caroline来做，所以该路障计算在内。
4. ^ 错过早到科伦坡航班后，Margie & Luke被落在后面很长一段时间。在官网采访时，Margie透露他们没有完成该赛段的所有任务。[2]
5. ^  Jet & Cord在第八賽段使用「迅速通關卡」以跳过绕道任务。
6. ^  Caroline & Jennifer原本回转Brendon & Rachel，但后者已经到达过回转，所以该回转无效。
7. ^  由于第十二赛段只有路障没有绕道，所以要每名队员要各完成一个路障任务。

## 每集標題語錄
1. "Back in the Saddle" – Cord
2. "Baby Bear's Soup" – Mark
3. "Welcome to the Jungle" - Flight Time
4. "Smarter, Not Harder" – Brendon
5. "Can't Make Fish Bite" – Jet
6. "Down and Dirty" – Flight Time
7. "The Gladiators are Here!" – Jamal
8. "Donkeylicious" – Flight Time
9. "Accidental Alliance" – Caroline
10. "Bull Down" – Leo
11. "Hei Ho Heidi Ho" – Welsh Poem (race challenge)
12. "Do You Believe in Magic?" – clue to first Roadblock

## 旅程
美国 →  中国 →  马来西亚 →  斯里蘭卡 →  義大利 →  瑞士 →  西班牙 →  英国 →  美国

## 獎項
- 第一段 - 两张迅速通关卡
- 第二段 - 每人2500美元
- 第三段 - 布达佩斯双人游
- 第四段 - 伦敦双人游
- 第五段 - 每人5000美元
- 第六段 - 柏林双人游
- 第七段 - 大堡礁双人游
- 第八段 - 每人7500美元
- 第九段 - 每人一辆2015款福特野马
- 第十段 - 圣克洛伊岛双人游
- 第十一段 -斐济双人游
- 第十二段 -一百万美元

## 赛段摘要

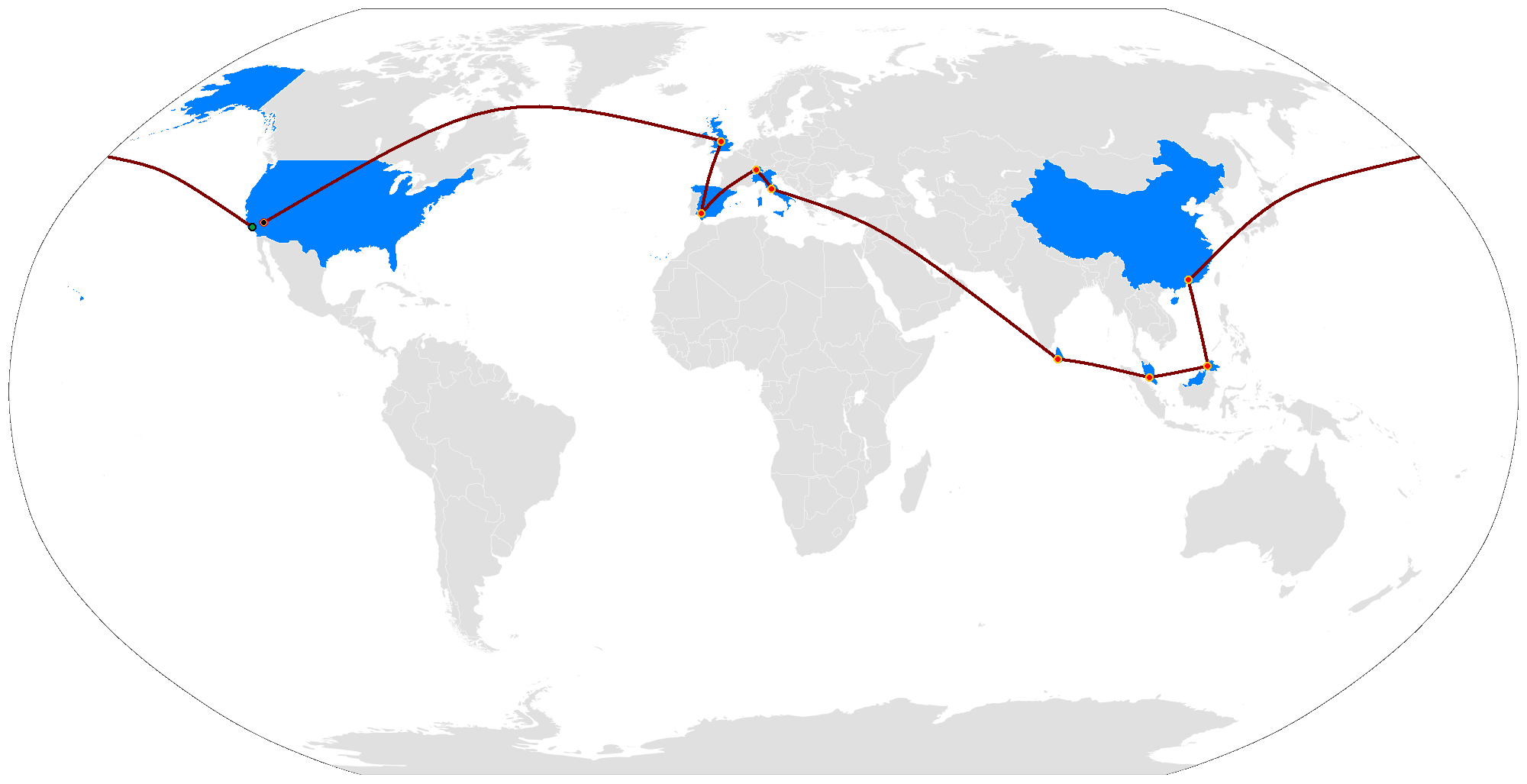
第二十四季路線圖

### 第一段（美國 → 中國）
播放日期：2014年2月23日

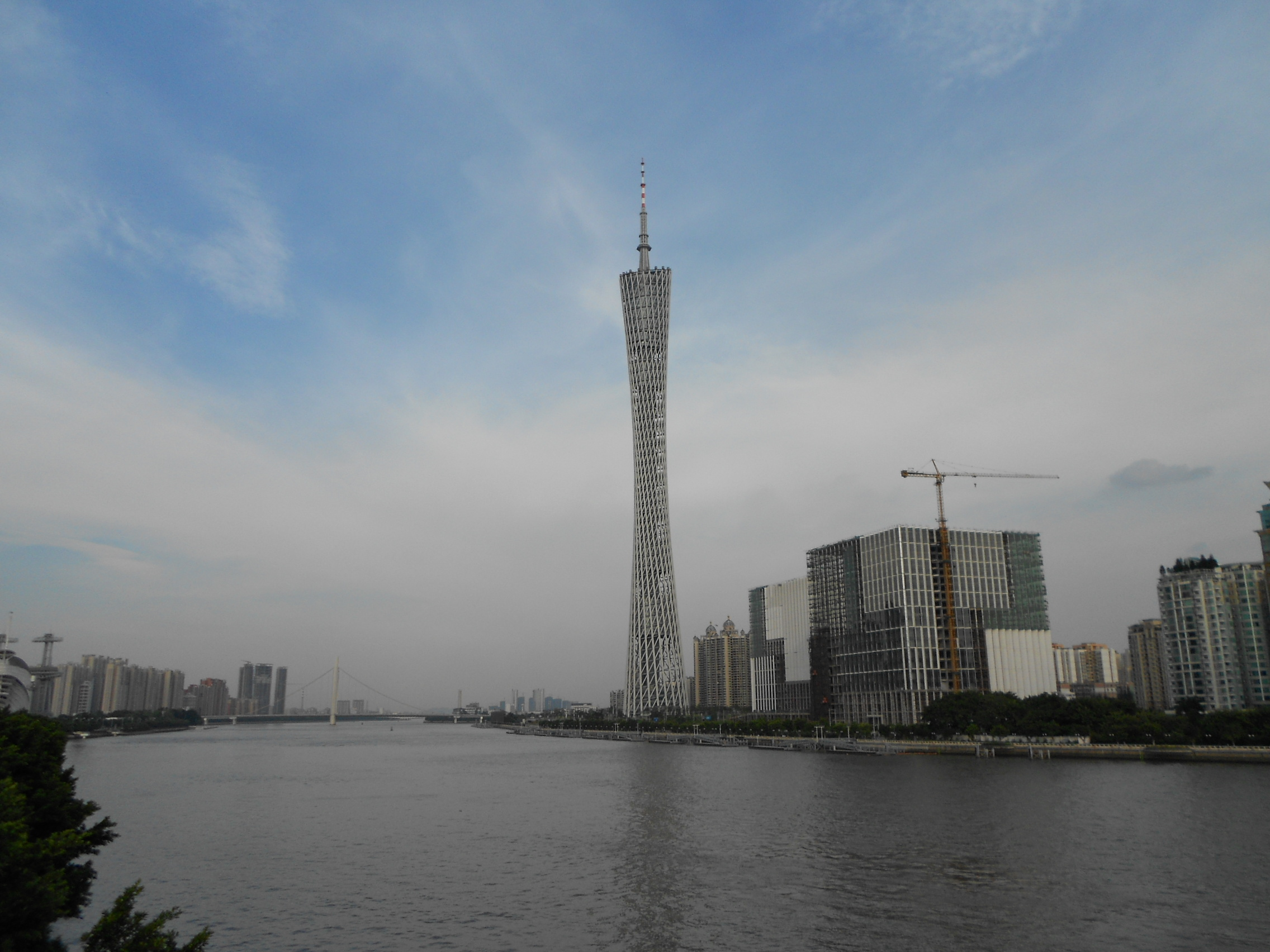
在廣州，队伍要前往广州塔，并要在摩天轮里寻找下一条线索.

- 美国，加利福尼亚州，圣塔克雷利塔 （美国峡谷学院） （起点线）
- 洛杉矶（洛杉矶国际机场）到 中国廣州（广州白云国际机场）[4]
- 广州（江南大道北婚纱街）[AT1]
- 广州（广州塔）[AT2]
- 广州（海心沙广场）
- 广州（广州大剧院）

起点线任务：队伍要在步操乐队里找到在帽子上用中文写有“广州”字样的乐队成员。找到后，换取线索然后驾车前往机场。只有前四支找到的队伍可搭乘第一班飞机。（注：在到达机场的停车场后，队伍要用充电器给汽车充电。）
路障：一名队员要穿上表演服装，利用钢索吊在半空中连做5个空翻。之后就可以知道中继站在哪里。
附加任务
[AT1]：在江南大道北婚纱街，队伍要在众多卖婚纱的店里找到指定三家婚纱店的其中一家才能获得下一条线索。根据线索所给出的观光球舱模型，指引队伍前往广州塔。（注：每家店所提供的线索有限，先到先得。）
[AT2]：在广州塔，队伍要前往横向摩天轮并乘坐它在众多的观光球舱里找到下一条线索。根据线索，队伍要明白他们要前往附近的海心沙广场。

### 第二段（中國）
播放日期：2014年3月2日
- 廣州（陈家祠）[5][AT1]
- 廣州（星期8小镇）[AT2]

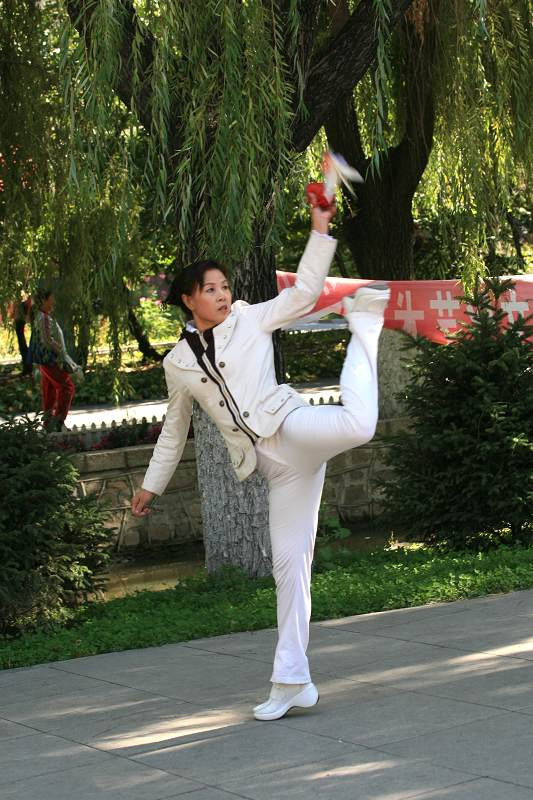
本赛段的其中一个绕道任务 - 踢毽球.

- 廣州（广州儿童活动中心）
- 廣州（沙面岛）

路障：一名队员要根据图纸正确组装一辆儿童玩具车，组装完成获得认可后就能获得下一条线索。
绕道：队伍要选择“踢毽球”或“拔火罐”任一任务。
- 在“踢毽球”（Featherball）任务中，队伍要前往荔湾湖公园与两名当地人一起踢毽子，一旦队伍（不包括当地人）连续踢毽子10下就能获得下一条线索。
- 在“拔火罐”（China Cup）任务中，队伍要前往一家桑拿中心，然后每名队员接受中式传统疗法--拔罐，完成后就能获得下一条线索。

附加任务
[AT1]：在陈家祠，队伍要站在指定的位置欣赏武术表演,之后其中一位功夫大师会在他们的前额印上下一条线索。
[AT2]：完成路障后，队伍要带上组装好的玩具车前往广州儿童活动中心，将车交给孩子们就能获得下一条线索。

### 第三段（中國 → 马来西亚）
播放日期：2014年3月9日

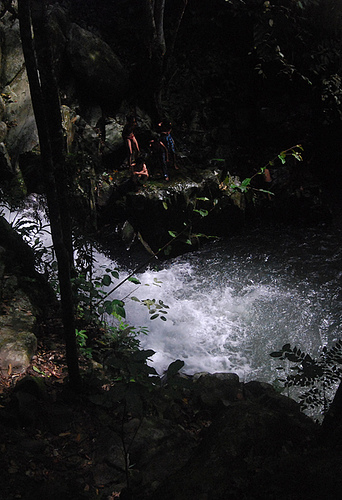
本赛段的路障任务要求队员在沙巴的Kiansom瀑布绳降.

- 廣州（广州白云国际机场）到  马来西亚亚庇（亚庇国际机场）[AT1]
- Inanam（Kiansom瀑布）
- 斗亚兰Kiulu (Kampung Topinahaton)
- 丹容亚路水上村庄

路障：一名队员要和漫游精灵一起绳降，在途中队员要拿走线索然后绳降至瀑布底端与队友汇合。
绕道：队伍要选择“河水运送”或“穿越丛林”任一任务。在开始两项任务前，队伍要制作一艘竹筏。
- 在“河水运送”(River Delivery)任务中，队伍要带上所要运送的货物划着竹筏前往一座村庄，将货物交给村长就可以划着竹筏继续前进。
- 在“穿越丛林”(Run Through the Jungle)任务中，队伍要划着竹筏前往指定地点，然后和当地原住民一起进入丛林并用吹箭各射中一个目标就可以划着竹筏继续前进。

两项任务最后，队伍要划着竹筏前往同一地点才能获得下一条线索。
附加任务
[AT1]：前六支到达机场指定柜台的队伍可以搭乘第一班飞机，而后三支队伍将会比其他队伍晚三个小时到达。

### 第四段（马来西亚）
播放日期：2014年3月16日

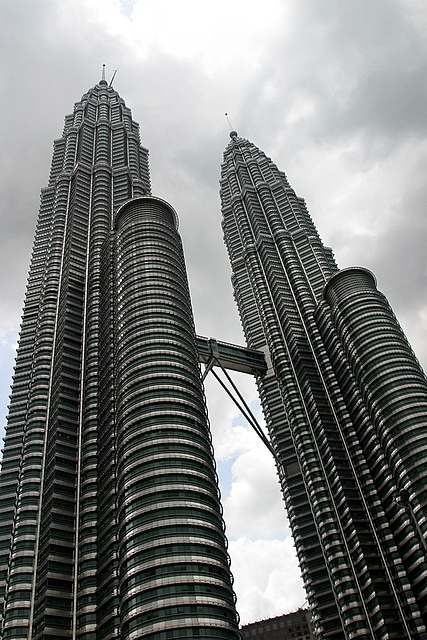
抵达吉隆坡后，队伍要前往世界最高的双栋大楼 - 双峰塔，图为双峰塔.

- 亚庇（菲利普亲王公园 - 毛律族长屋）
- 亚庇（亚庇国际机场） 到 雪邦（吉隆坡国际机场）[AT1]
- 吉隆坡（Jl Ampang街和Jl P Ramlee街交界处）
- 鹅唛县（黑风洞）

路障：一名队员要站在竹子蹦床上，利用竹子的弹力使其跳起来并抓住头顶上的旗子，之后就能获得下一条线索。
绕道：队伍要选择“调音大师”或“调酒大师”任一任务。在开始两项任务前，队伍要前往盛贸酒店的Sky Bar。
- 在“调音大师”(Mix Master)任务中，队伍要学习如何刮碟，一旦他们认为掌握了就要前往表演区表演。一旦达到标准就能获得下一条线索。
- 在“调酒大师”(Master Mix)任务中，队伍要正确做出没有混色的金字塔鸡尾酒。之后就能获得下一条线索。

附加任务
[AT1]：前三支到达机场指定柜台的队伍可搭乘第一班飞往吉隆坡班机，而第二班飞机可搭乘两支队伍会比前一班晚90分钟，其他队伍将会搭乘比前一班晚45分钟的班机。（注：由于第二班飞机之后延误了50分钟，致使第三班飞机先起飞。）

### 第五段（马来西亚 → 斯里兰卡）
播放日期：2014年3月23日

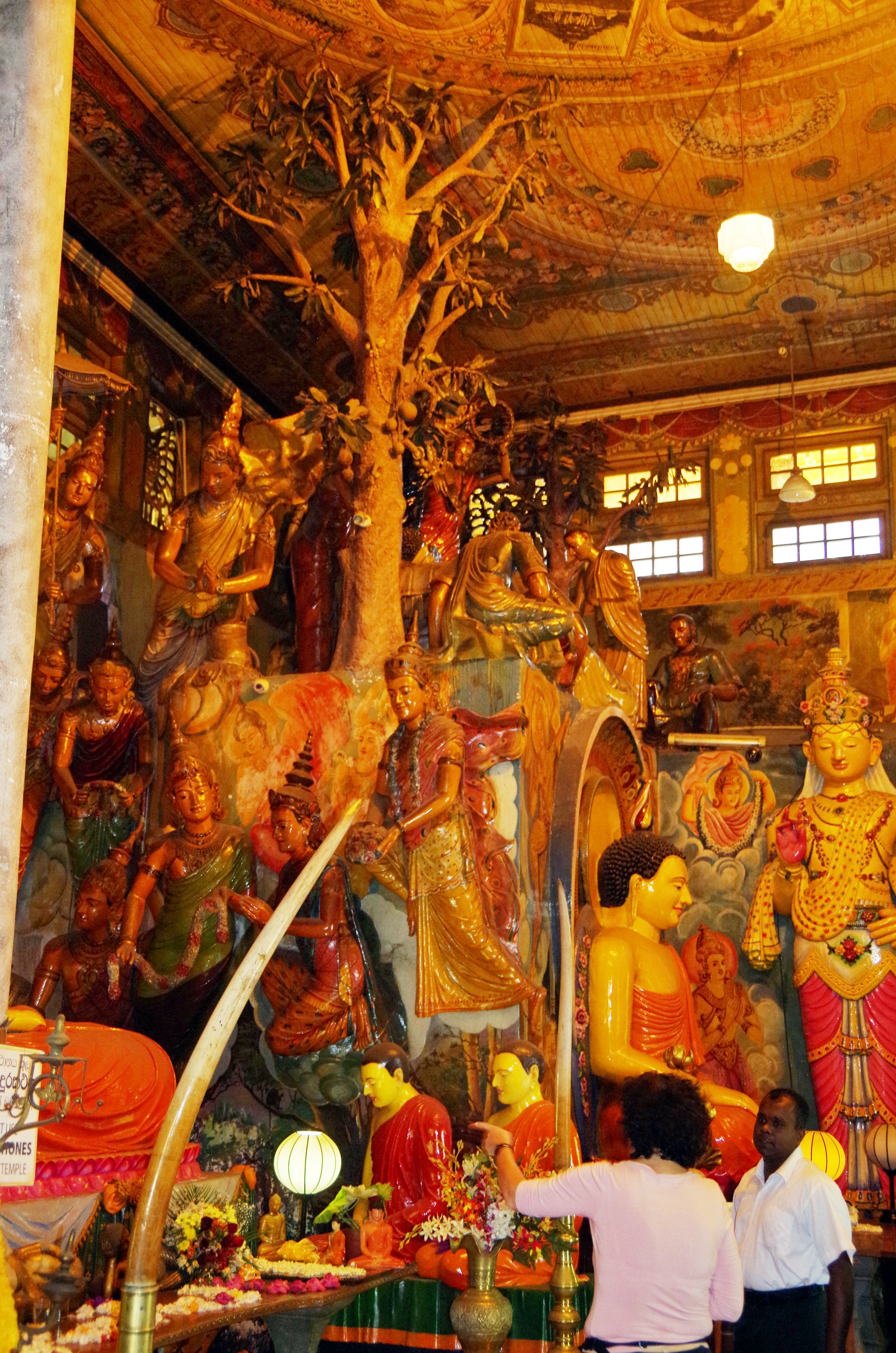
抵达科伦坡后，队伍要前往Gangaramaya寺庙参加祝福仪式.

- 雪邦（吉隆坡国际机场） 到  斯里蘭卡科伦坡（班达拉奈克国际机场）
- 科伦坡（Gangaramaya寺庙）[AT1]
- 科伦坡（堡垒火车站）到 加勒（加勒火车站）
- Koggala(King Coconut Stand)
- 科伦坡（Trendy Connections Garment Factory）
- 科伦坡（科伦坡划艇俱乐部）

绕道:队伍要选择“钓鱼竿”或“转圈圈”任一任务。
- 在“钓鱼竿”（Fishing Pole）任务中，队伍要走进大海里，然后每名队员要爬上一座钓鱼台并等待鱼儿上钩。当两名队员都钓到鱼后，就要交给岸上的渔夫就能获得下一条线索。
- 在“转圈圈”（Spin Control）任务中，队伍要学习一段传统舞蹈同时手上还要旋转在当地名叫“raban”的乐器，当他们认为掌握后就要表演一遍。一旦能完整的跳完舞蹈就能获得下一条线索。

路障：一名队员要利用缝纫机缝制一件衬衫。一旦缝完的衬衫得到认可，队员要带上做好的衬衫到热转印机那里，让工人在衬衫上印下中继站的位置。
减速带：队伍要利用丝网印刷将斯里兰卡国旗最后一层图案印在T恤衫上，一旦印完15件完美的T恤杉就可以去完成路障任务。
附加任务
[AT1]：在Gangaramaya寺庙，队伍要穿上长袍并接受僧侣的祝福,之后就能获得下一条线索。

### 第六段（斯里兰卡）
播放日期：2014年3月30日
- 科伦坡（荷兰殖民时期博物馆）

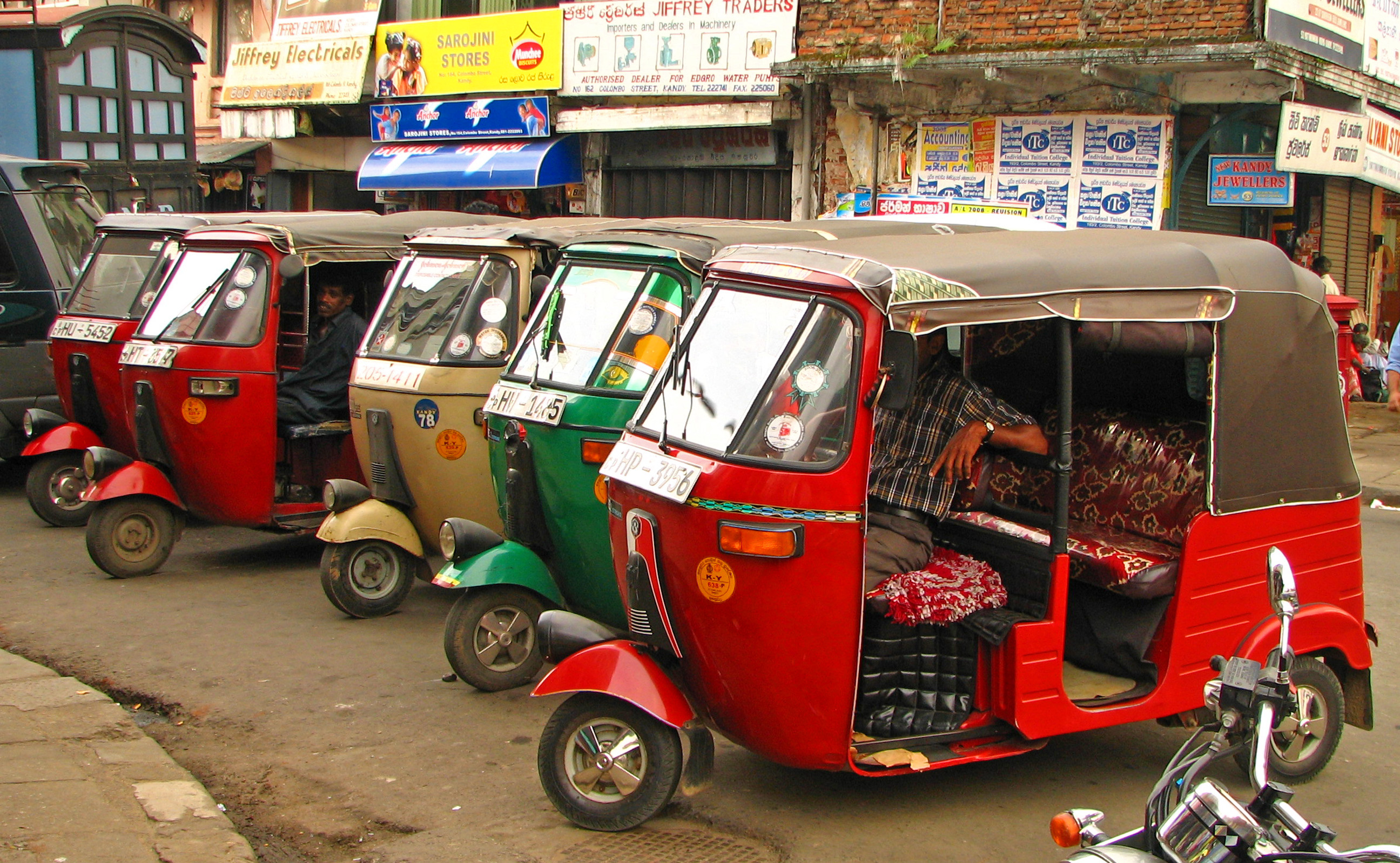
本赛段的路障任务要求队员在混乱的街道上为四辆嘟嘟车加油.

- 科伦坡（堡垒火车站） 到 阿拉乌瓦（阿拉乌瓦火车站）
- 阿拉乌瓦（Ceypetco燃料站）
- 阿拉乌瓦（阿拉乌瓦火车站） 到 Rambukkana （Rambukkana火车站）
- Rambukkana（Millenium Elephant Foundation）
- Ambepussa（Ambepussa Rest House）[AT1]
- 拉维尼亚山（拉维尼亚山酒店海滩）

路障：一名队员要先选择一张颜色卡，然后在众多嘟嘟车里找到四辆上面颜色卡与自己所选颜色一样的并指引他们前来加油，一旦都加满油后就能获得下一条线索。
绕道：队伍要选择“搬树桩”或“再造纸”任一任务。
- 在“搬树桩”（Trunk）任务中，队伍要先将铁链拴在树桩上以便大象搬运，然后队伍要和大象一起各搬运三根木桩到卡车上，最后再给大象喂食棕榈叶就能获得下一条线索。
- 在“再造纸”（Sheets）任务中，队伍先收集大象粪便到造纸厂并将其和废纸混合成纸浆，然后把纸浆倒在造纸筛上从而制作五张纸，最后将做好的纸铺在地上晒干就能获得下一条线索。

附加任务
[AT1]：在Ambepussa Rest House，队伍要用耳朵听到在树屋上吹笛子的智者就能获得下一条线索。

### 第七段（斯里兰卡 → 意大利）
播放日期：2014年4月13日

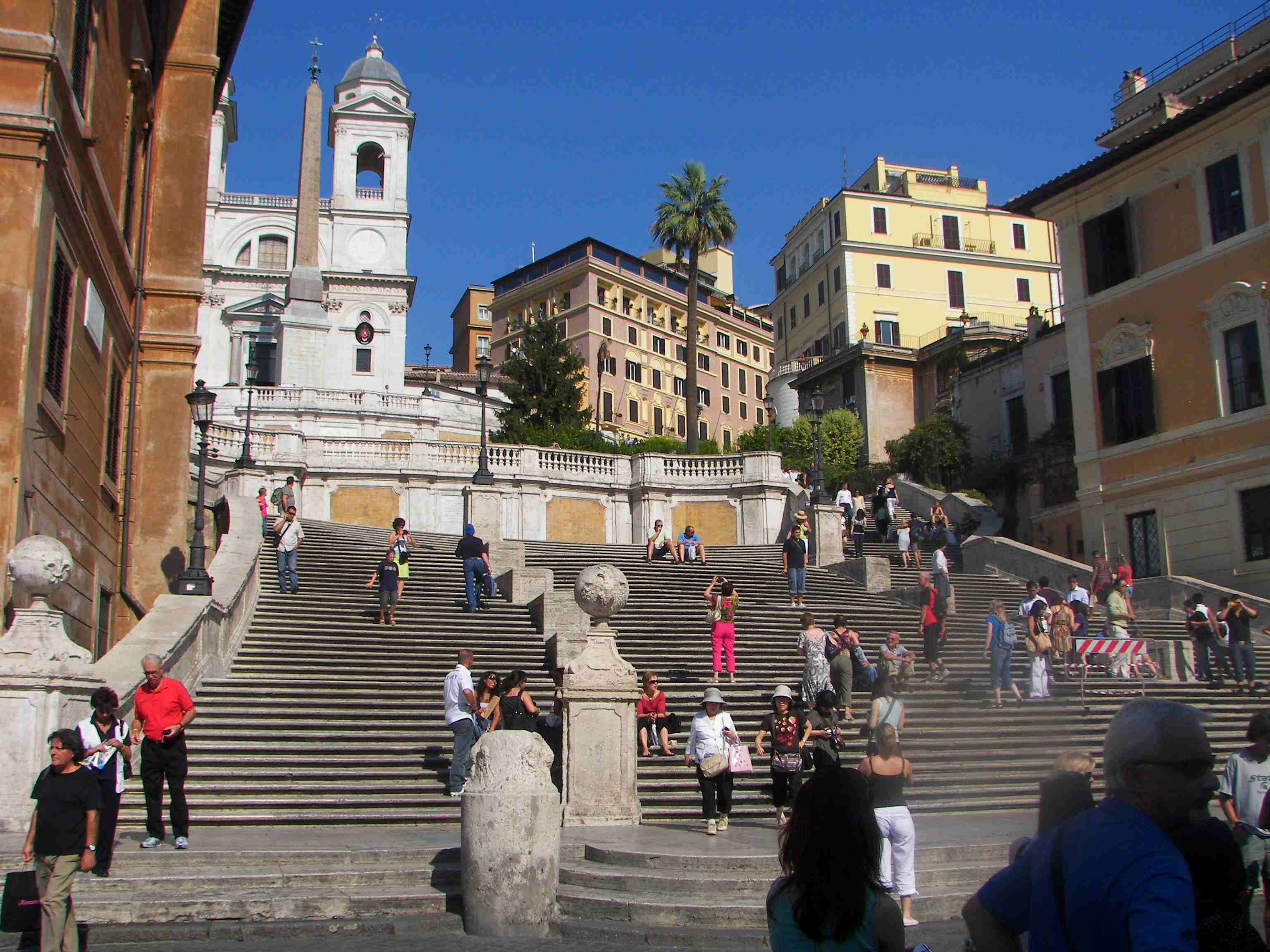
本赛段的路障任务将在罗马著名的西班牙阶梯进行.

- 科倫坡（班達拉奈克國際機場）到  義大利罗马（罗马國際機場）
- 羅馬（聖天使桥）[AT1]
- 羅馬（西班牙广场）[AT2]
- 羅馬（人民广场）

起点线任务：队伍要明白线索里的“永恒之城”指的就是意大利的罗马。
绕道：队伍要选择“角斗士”或“马车夫”任一任务。
- 在“角斗士”(Gladiator)任务中，队伍要穿上勇士服装并学习一套剑法，然后分别与角斗士进行角斗。一旦获得观众的满意就能获得下一条线索。
- 在“马车夫”(Charioteer)任务中，队伍要穿上当时赛车服并分别遥控马车方向和速度，一旦他们能在火熄灭前跑完五圈就能获得下一条线索。

减速带：队伍要先前往万神庙从而获得一台打字机，然后带着它前往被当地人称为“打字机”的建筑--维托里亚诺，一旦将打字机送到指定的台子上就可以继续前进。
路障：一名队员要数清西班牙阶梯共有多少级（不包括人行道）与顶端方尖碑建成的年份相加，之后将所得出的总数用罗马数字写在明信片上。最后将结果交给格里高利·派克和奥黛丽·赫本就能获得下一条线索。
附加任务
[AT1]：完成绕道任务后，根据线索“约翰·济慈悲伤的罗马假日”队伍要知道暗指的就是西班牙广场。
[AT2]：完成路障任务后，根据线索“弗拉米尼亚大道的起点”队伍要知道暗指的就是本赛段的中继站--人民广场。

### 第八段（意大利）
播放日期：2014年4月20日

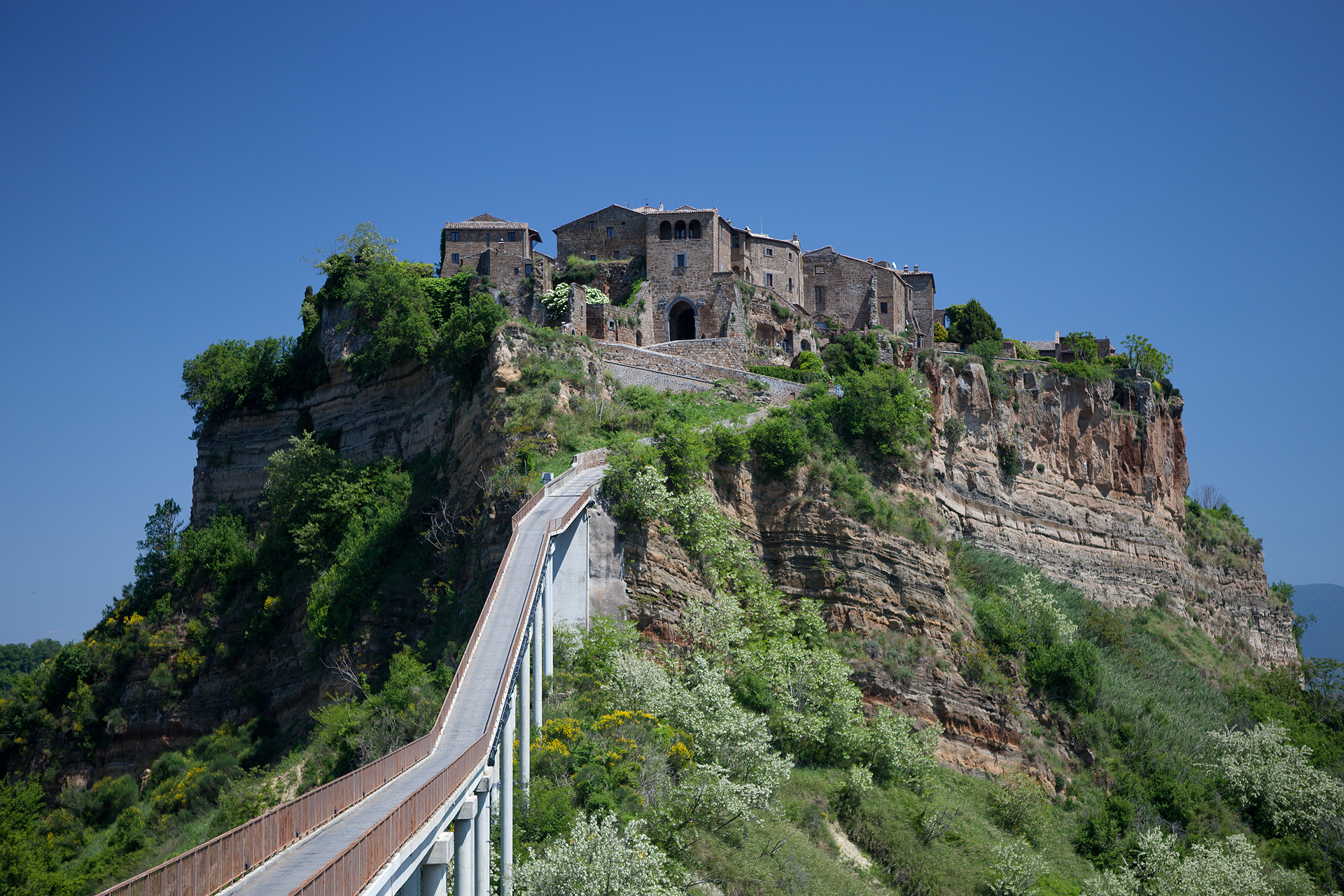
本赛段队伍将前往历史古城白露里治奥，绕道任务将在此进行.

- 巴尼奥雷焦 （巴尼奥雷焦古城）
- 巴尼奥雷焦 （Hostaria del Ponte）
- 奧爾維耶托 （La Badia di Orvieto）[AT1]
- 奧爾維耶托 （主教座堂广场）

绕道：队伍要选择“毛驴赛跑”或“建造毛驴”任一任务。
- 在“毛驴赛跑”（Donkey Run）任务中，队伍要各选一头毛驴并骑着它在场子里跑三圈。一旦他们能在乐队演奏完前完成就能获得下一条线索。
- 在“搭建毛驴”（Donkey Build）任务中，队伍要前往一家作坊，利用所有提供的材料制作一头木质毛驴，得到木匠的满意后他会在放上木头，然后带着载有木头的木质毛驴到盖比特本人那里获得下一条线索。

路障：一名队员要正确制作泥金装饰手抄本的其中一页并用金箔装饰，一旦做好的手抄页得到修道士的满意就能获得下一条线索。
附加任务
[AT1]：完成路障后，队伍要驱车前往奧爾維耶托缆车并搭乘它前往中继站。
未播出任务：队伍搭乘完缆车后曾被要求前往圣帕特里克之井。

### 第九段（意大利 → 瑞士）
播放日期：2014年4月27日

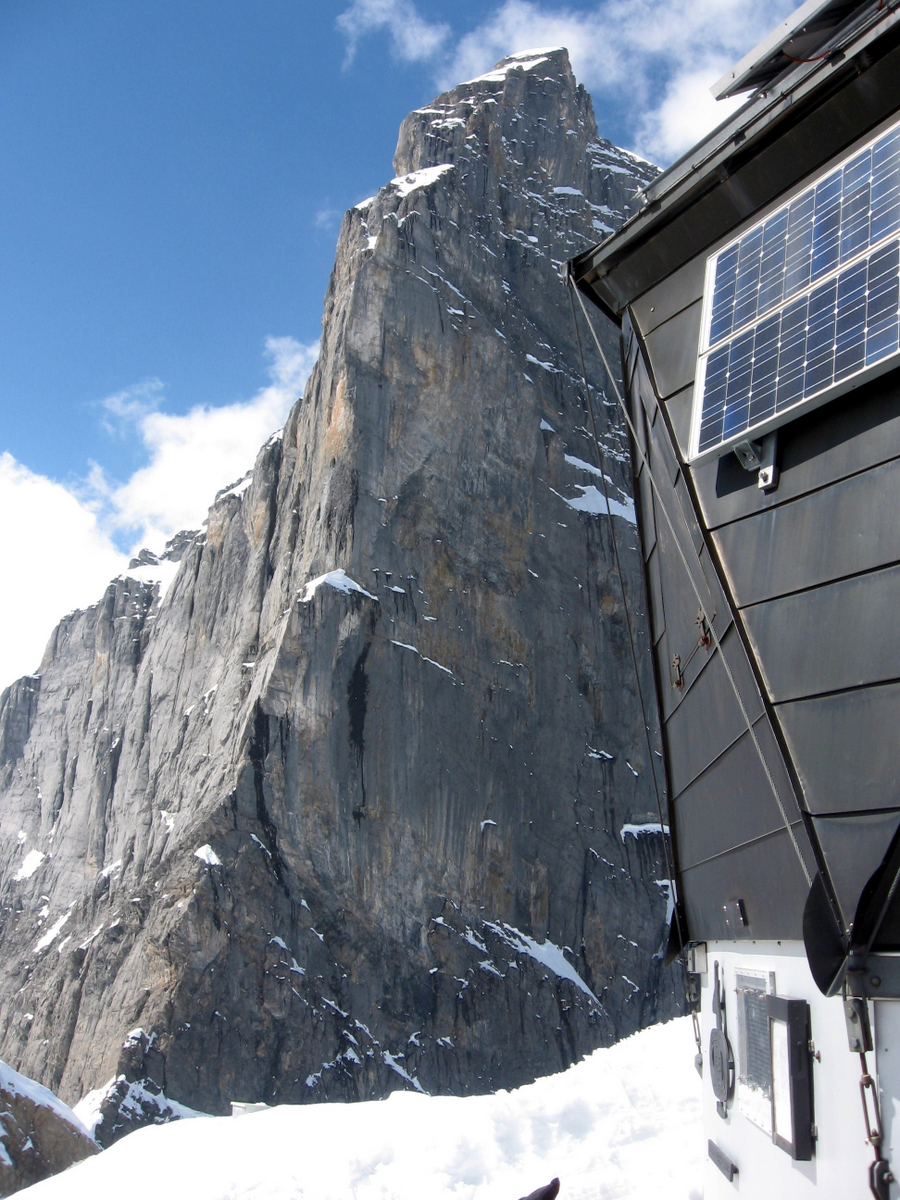
本赛段的中继站为瑞士的铁力士峰.

- 罗马（罗马特米尼车站） 到  瑞士基亚索（基亚索火车站）
- 阿尔特多夫（威廉·退尔雕像）[AT1]
- 卢塞恩（卡贝尔桥）
- 卢塞恩（Hotel Schweizerhof）[AT2]
- 卢塞恩（瑞士交通博物馆）[AT3] [AT4]
- Wolfenschiessen（Oberrickenbach – 牛奶卡车）
- 铁力士峰[AT5]

路障：一名队员要选择一条拴着车子的狗，然后让狗拉着两个空奶桶到缆车站并搭乘其中一辆到指定的奶牛场，之后用空奶桶换里面有牛奶的，最后再搭乘缆车回到拴着车子的狗那里，让其运回到牛奶卡车那里就能获得下一条线索。
附加任务
[AT1]：队伍要在威廉·退尔雕像等待一晚，到第二天威廉·退尔会给队伍带来下一条线索。根据线索“找到全欧洲最古老的廊桥”，指引队伍要前往卡贝尔桥。
[AT2]：在Hotel Schweizerhof队伍要按照要求清理肮脏不堪的房间，一旦得到总管的认可就能获得下一条线索。
[AT3]：在瑞士交通博物馆，队伍要先回答一个问题，只有回答正确了才能获得下一条线索。
[AT4]：根据线索队伍要选择一辆老款福特野马并在在后面众多路牌里找到有指定目的地的公里数，将数字相减就是该野马的制造年份，一旦他们将正确数字交给指定的人，它就会告诉队伍线索在哪里。
[AT5]：队伍要先驾车前往恩格尔贝格搭乘缆车到特吕布湖，然后再搭乘缆车到山顶寻找中继站。

### 第十段（瑞士 → 西班牙）
播放日期：2014年5月4日

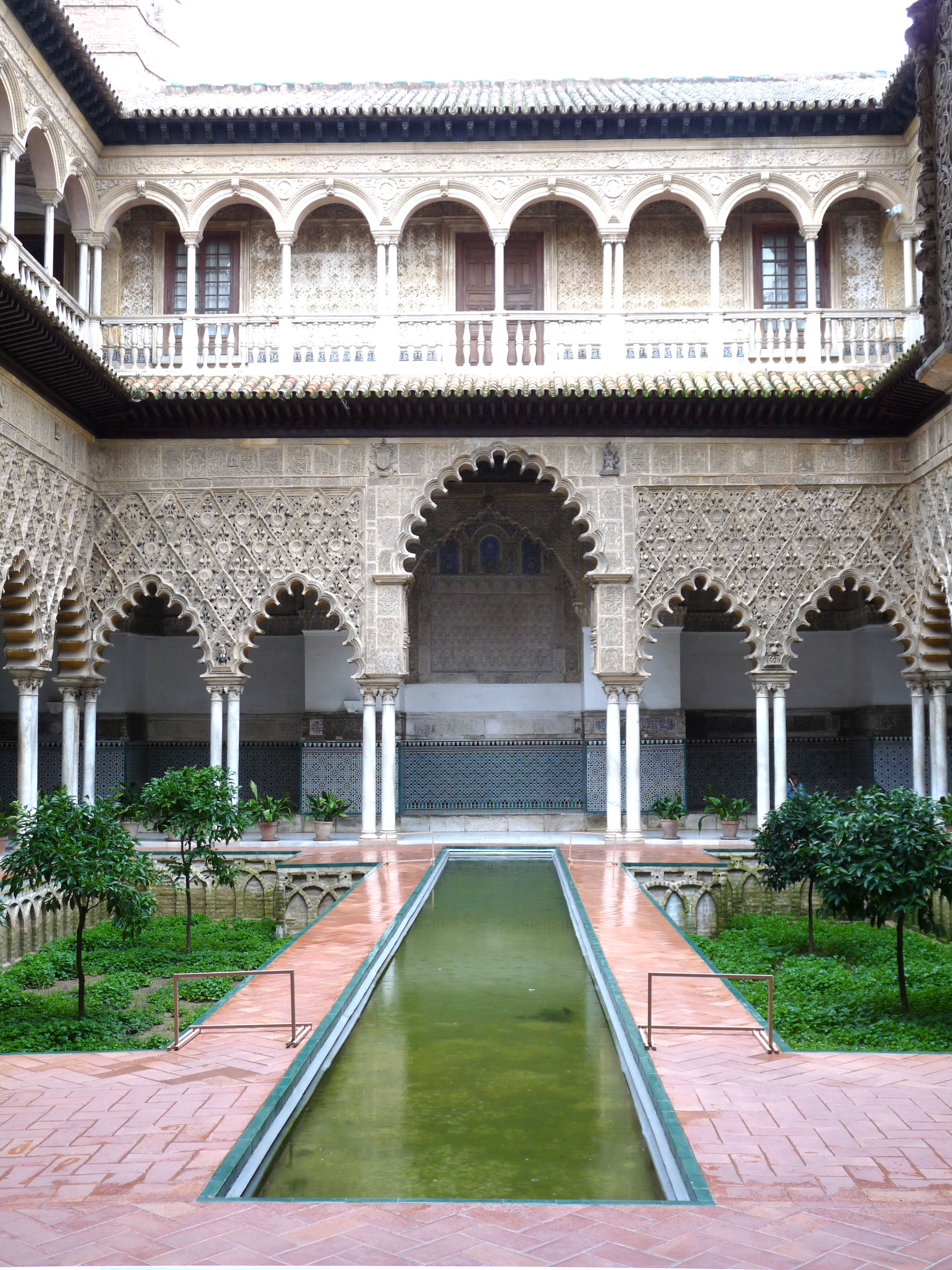
在塞维利亚, 队伍要前往塞维利亚王宫的仕女中庭，寻找线索.

- 苏黎世（苏黎世国际机场） 到  西班牙塞维利亚（塞维利亚机场）
- 塞维利亚（海格力斯阿拉米达--海格力斯和恺撒雕像立柱中间）
- 塞维利亚（Malado Peluqueros）
- 塞维利亚（塞维利亚王宫--仕女中庭）
- 塞维利亚（西印度群岛综合档案馆）
- 塞维利亚（西班牙广场）

路障：一名队员要在1分钟的时间里用剃须刀将气球上的泡沫刮掉。之后就能获得下一条线索。
绕道：队伍要选择“舞步”或“奔牛”任一任务。
- 在“舞步”（Spanish Steps）任务中，队伍要穿上服装学会一段弗拉明戈舞并在台上表演一遍，达到专业舞者的要求后就能获得下一条线索。
- 在“奔牛”（Running with the Ballz）任务中，队伍要穿上泡泡牛装并在街道上寻找三段名言同时还要躲避其他泡泡牛的攻击。当到达终点后。队伍要将名言背给斗牛士听就能获得下一条线索。

减速带：队伍要将六个火腿送到指定的咖啡店，之后就可以继续前进。
未播出任务：在西印度群岛综合档案馆，队伍曾乘坐马车前往美洲广场。

### 第十一段（西班牙 → 英国）
播放日期：2014年5月11日

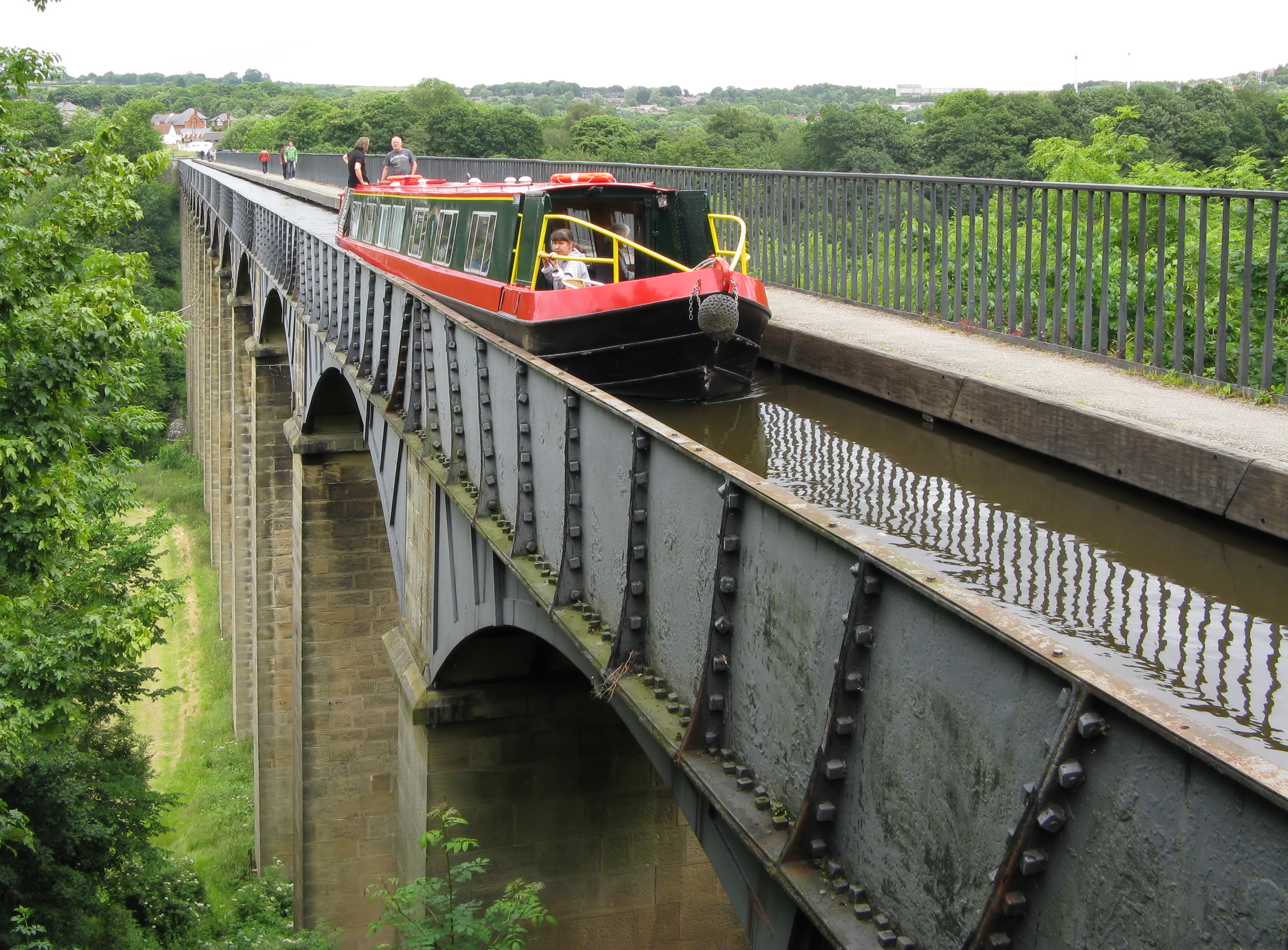
在威尔士的路障任务, 队伍要在雷克瑟姆的运河船上，在15分钟内背诵一首诗.

- 塞维利亚（圣胡斯塔火车站） 到 马德里（机场T4航站楼火车站）
- 马德里（马德里-巴拉哈斯机场） 到  英国 英格兰伦敦（伦敦希思罗机场）
- 利物浦（安菲尔德球场）[AT1]
- 英国 雷克瑟姆（庞特基西斯特输水道及运河）
- 英国 英格兰Tattenhall（Bolesworth庄园）
- 佩科夫顿（佩科夫顿城堡）

路障：一名队员到乘船过水道并学习用威尔士语背诵当地著名的一首诗。一旦到达对岸后，队伍要在一位评委面前背下来，得到认可后就能获得下一条线索。
绕道：队伍要选择“射击”或“靴子”任一任务。在开始两项任务前，队伍要穿上相应服装。
- 在“射击”（Shoot It）任务中，队伍要用12口径的散弹枪射中16个飞碟，之后就能获得下一条线索。
- 在“靴子”（Boot It）任务中，队伍要现在众多靴子里找到一双9号或11号尺码的并在里面灌满水，然后从起点沿着指定路线扔到终点就能获得下一条线索。

附加任务
[AT1]：在安菲尔德球场，队伍要换上球队服装并从点球点踢入由专业守门员把守的球门，一旦每名队员射入两球就能获得下一条线索。

### 第十二段（英国 → 美国）
播放日期：2014年5月18日

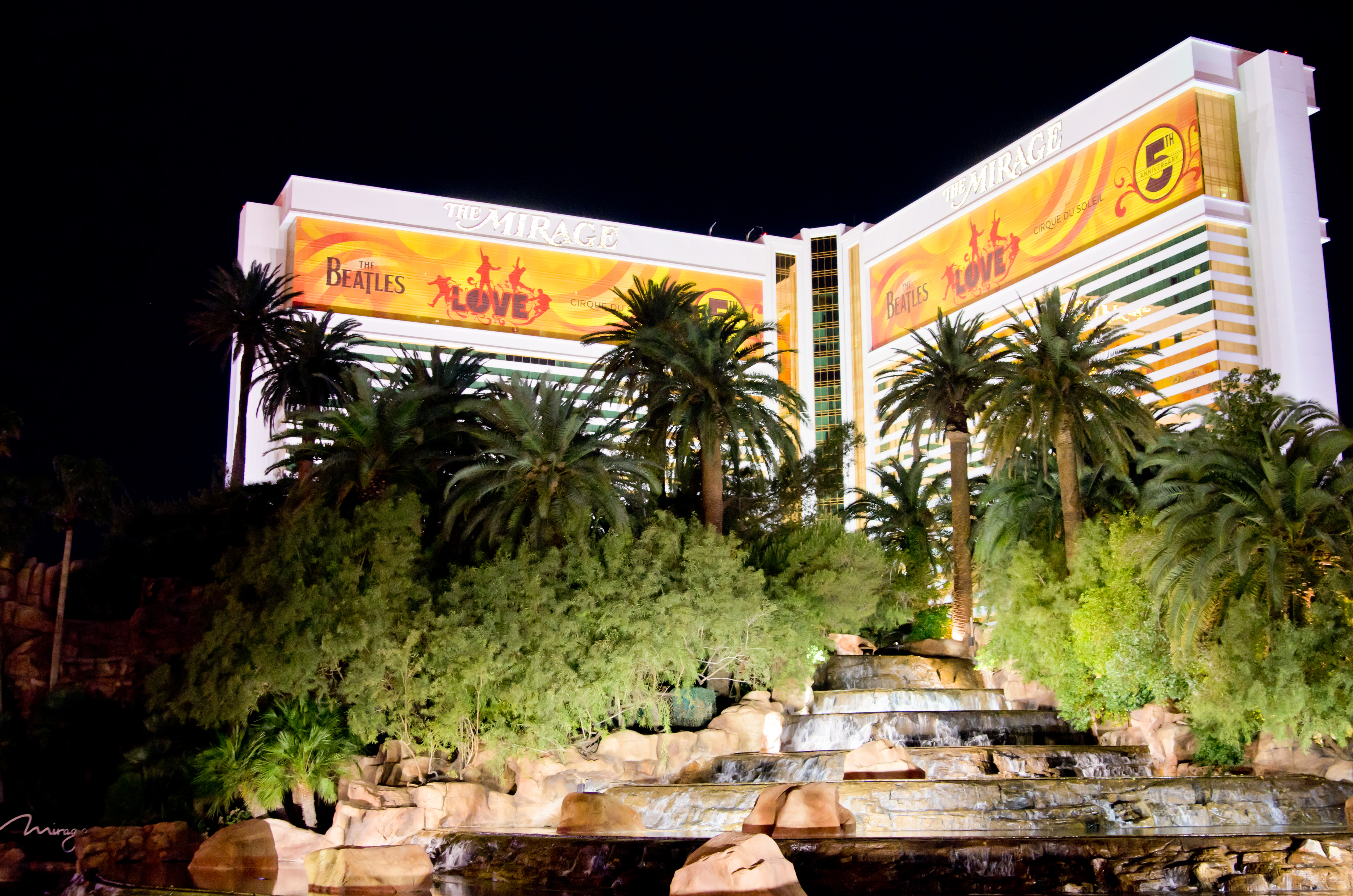
在拉斯维加斯, 队伍要前往米拉奇酒店，队伍要在那里为酒店外墙的字母装上灯泡。

- 伦敦（伦敦希思罗机场） 到  美国内华达州拉斯维加斯（麦卡伦国际机场）
- 北拉斯维加斯（沙漠）[AT1]
- 拉斯维加斯（美高梅大酒店）
- 拉斯维加斯（霓虹灯博物馆）[AT2]
- 拉斯维加斯（米拉奇酒店 ）[AT3]
- 亨德森（Maverick Helicopters）
- 拉斯维加斯（拉斯维加斯赛车场）

第一个路障：一名队员要被锁在木箱里，然后用之前获得的一串钥匙里找到唯一一把能打开锁的钥匙（详情请看附加任务），全部打开后队员要打开木箱上罐子就会以特别的方式与同伴会合。当两名同伴会合后，大卫·科波菲尔就会给他们变出下一条线索。
第二个路障：没有做第一个路障任务的队员，要穿上连身衣并搭乘直升机在赌城大道上空飞翔并在阿丽雅赌场酒店招牌里找到最终目的地。找到后，就可以前往终点并以双人跳伞的方式与同伴会合。
附加任务
[AT1]：到达拉斯维加斯后，队伍要乘坐由专人驾驶的福特探险家前往沙漠。在那里用铁锹挖出一个装有一串钥匙的木箱，然后带着木箱前往美高梅大酒店。
[AT2]：在霓虹灯博物馆，队伍要在众多废旧的霓虹灯里找到下一条线索并从一个红色问号框架那里拿走一个灯泡。
[AT3]：在The Mirage酒店，队伍要搭乘升降机到建筑的顶端为其中一个字母装上灯泡并告诉监工一共装了多少个灯泡，一旦给出了正确的数字就能获得下一条线索。

## 資料來源
1. ↑  . CBS. 2014-01-27  [2014-01-29]. （原始内容存档于2020-06-16）.
2. ↑  . CBS.com. 2014-03-24  [2014-03-25]. （原始内容存档于2020-11-12）.
3. ↑  . Entertainment Weekly. 2014-01-27  [2014-01-30]. （原始内容存档于2014-02-01）.
4. ↑  . TV Guide.   [2014-02-17]. （原始内容存档于2016-03-05）.
5. ↑  . TV Guide.   [2014-02-17]. （原始内容存档于2016-03-05）.

## 外部連結
- 官方網站 （页面存档备份，存于）